# Hisingen
För minsveparen, se HMS Hisingen (M43).

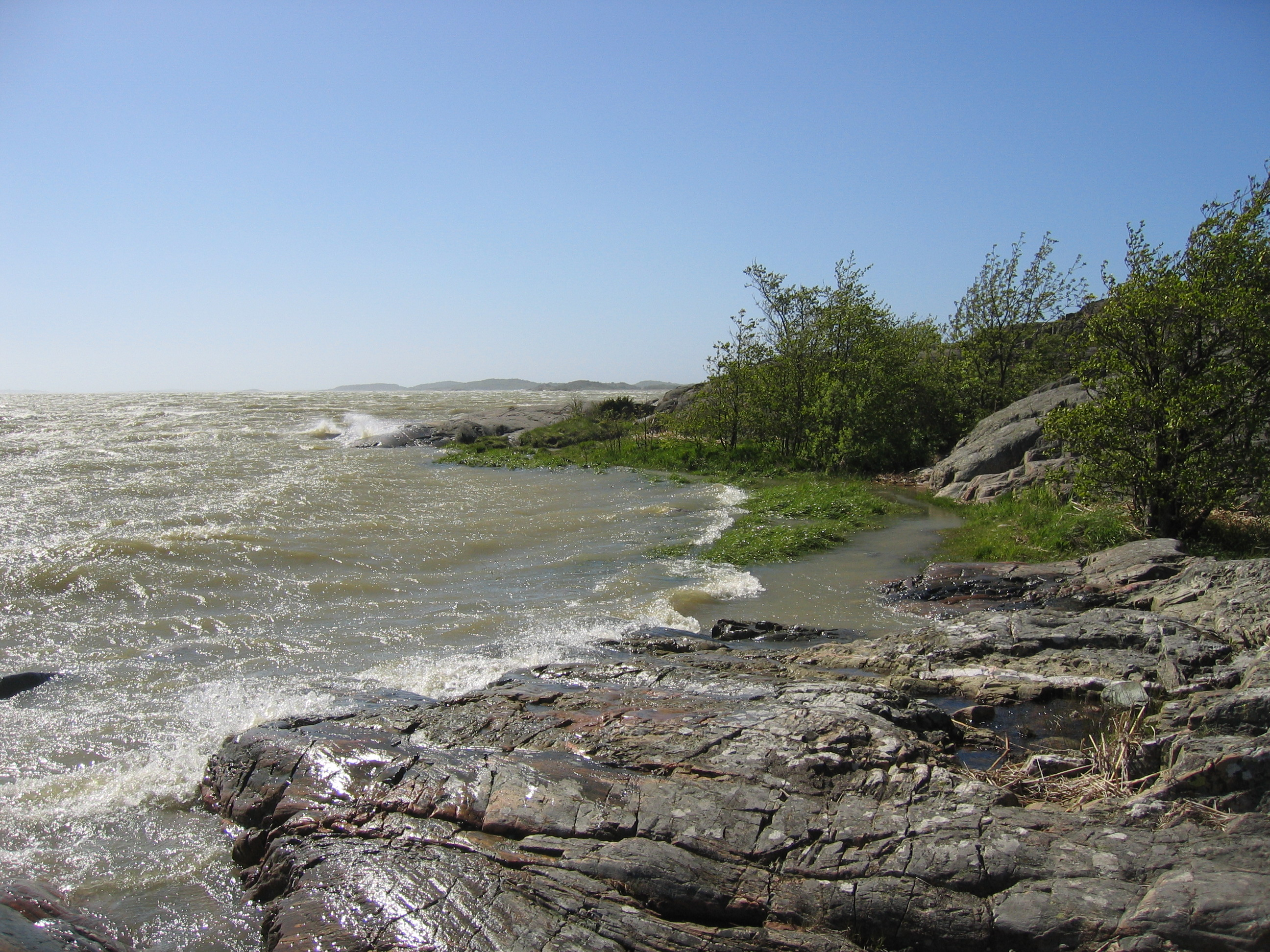
Kustlandskap på Hisingen.

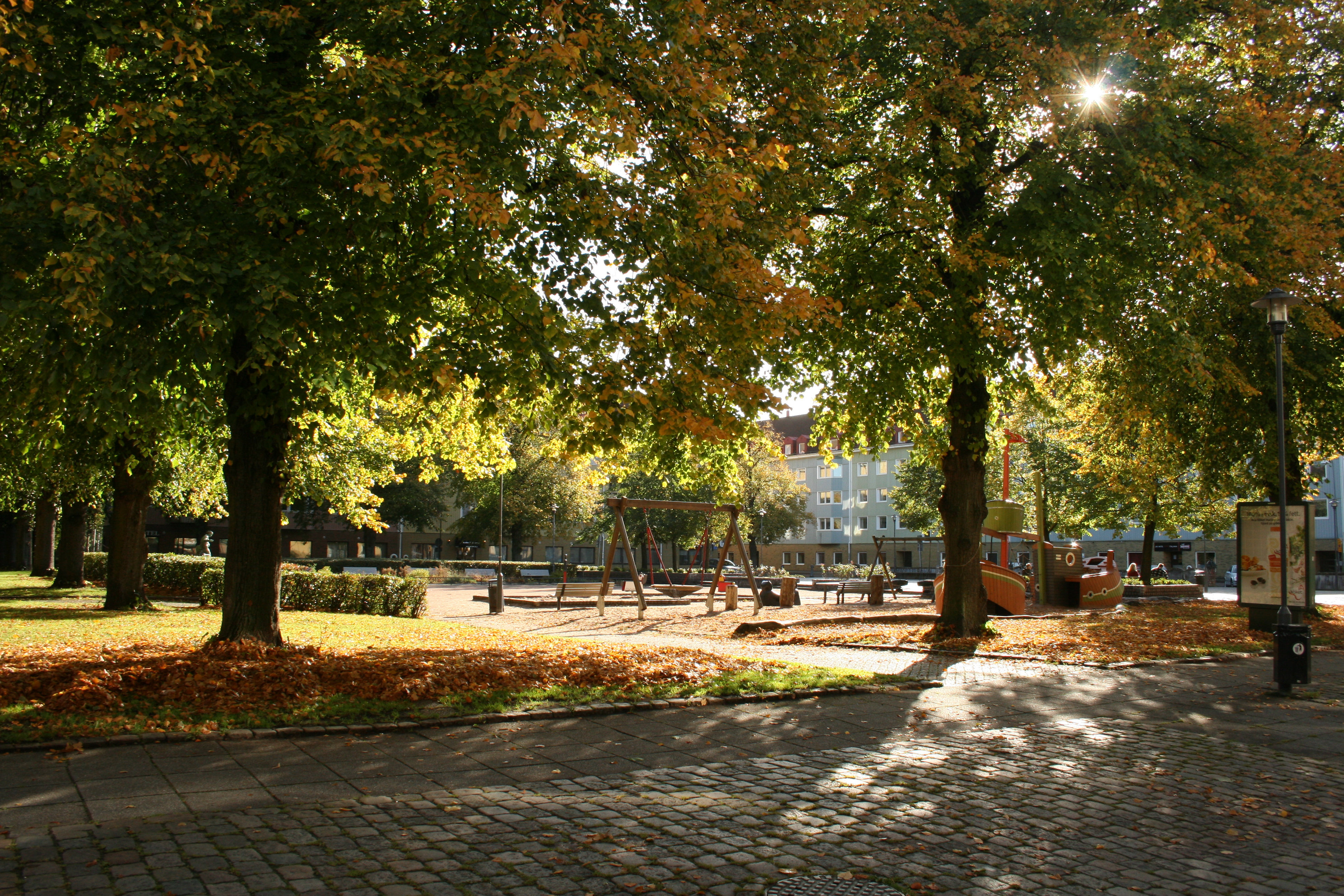
Kvilletorget på Hisingen.

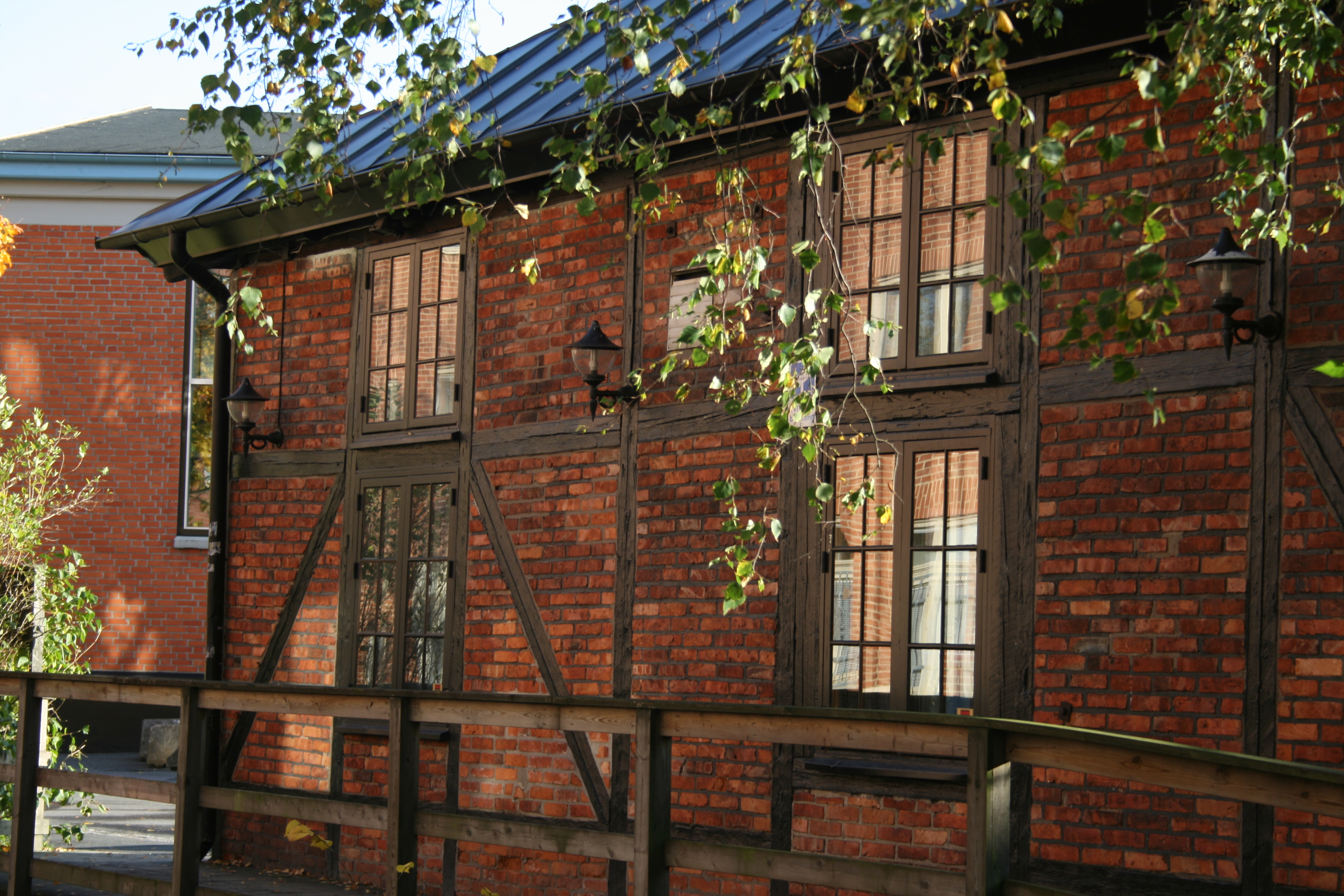
Äldre husfasad vid Kvillebäcken.

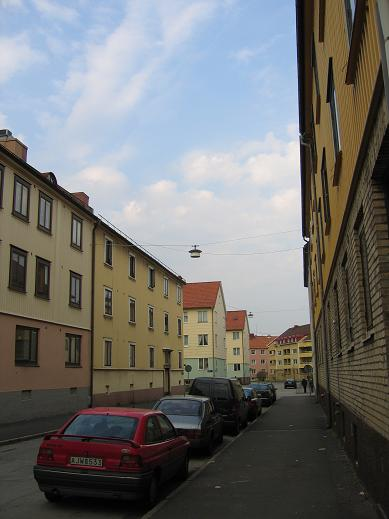
Landshövdingehus i Kvillestaden.

Hisingen är till ytan Sveriges femte största ö – efter Gotland, Öland, Södertörn och Orust – och den näst mest befolkade. Den är omgärdad av Göta älv i söder och öster, Nordre älv i norr samt Kattegatt i väster. Ön tillhör Göteborgs kommun och Västra Götalands län. Cirka 75 % av ön räknas till Bohuslän: socknarna Torslanda, Björlanda, Säve, Backa och Rödbo. Den återstående fjärdedelen räknas till Västergötland: socknarna Lundby och Tuve. Med sina 199 kvadratkilometer utgör Hisingen ungefär hälften av Göteborgs kommuns yta och har cirka en fjärdedel av antalet invånare (2008).

## Namnet
De äldsta beläggen för Hísing återfinns i de isländska sagorna som skrevs ner under 1200-talet. Formen Hísingen är belagd 1399.
Namnet anses svårtolkat. Tidigare tolkningar har velat hänföra namnet till endera av de två stammarna heis- eller his-. Den förstnämnda har betydelsen ”torka, ofruktbarhet” vilket skulle kunna syfta på öns tidigare naturbeskaffenhet. Den andra har betydelsen "rysa, skälva" och skulle kunna syfta öns utseende under den tid då vattnet stod betydligt högre än nu. Vid gånggriftstidens början, det vill säga under 3000-talet f.Kr., stod vattnet 12 meter högre än nu och Ramberget sköt upp ur havet som en brant klippa mot vilken havet bröt.
Den nu förhärskande tolkningen är att grundbetydelsen av hís är klyva, skära av, skilja som finns i till exempel Hisøy i Norge och Hisön på gränsen mellan Bohuslän, Dalsland och Norge. Tolkningen av namnet skulle då bli "den från fastlandet (genom de två älvarmarna) avskurna ön".
En alternativ förklaring är att his i första hand skulle stå för "den kluvna" (ön). Ända in i medeltiden var ön delad av ett smalt sund genom Kvilledalen (en så kallad bifurkation), där Kvillebäcken nu rinner.

## Historia
Västra Hisings härad (som omfattade socknarna Torslanda, Björlanda, Säve, Backa och Rödbo) tillhörde Norge fram till freden i Roskilde 1658. Östra Hisings härad (som omfattade Lundby och Tuve socknar) tillföll Sverige redan under mitten av 1200-talet. Tidigare utgjorde hela ön Hisings skeppsreda och var en del av Älvsyssel. Det finns även hällmålningar på Hisingen samt hällristningar. På Skändlaberget finns stenåldersboplatser från 9000 f.Kr.
Den första staden med namnet Göteborg grundades 1603 på Hisingen vid Färjenäs, staden befolkades främst av holländska köpmän som på kronans uppdrag skötte Sveriges utrikeshandel. Staden brändes dock ner av danskarna 1611 under det så kallade Kalmarkriget och den enda kvarvarande lämningen som än i dag kan beskådas är grunden av den kyrka som stod i stadens centrum.
På Hisingen låg några av världens största skeppsvarv fram till 1970-talets varvskris. Dessa var Götaverken, Arendalsvarvet, Eriksbergs Mekaniska Verkstads AB och Lindholmens varv. De gamla varvsområdena längs Hisingskajerna har sedan 1990-talet byggts om till mestadels bostadsområden och utbildningscentra.

### Kronologi över händelser i Hisingens historia
- 1254 blir Östra Hisings härad svenskt.
- 1603 byggdes Karl IX:s Göteborg, som var den första staden med namnet Göteborg.
- 1611 brändes i stort sett samtliga Hisingens gårdar ner av danskarna i kriget.
- 1658 vid freden i Roskilde blev hela Hisingen svenskt.
- 1905 förstördes nio hus i ett kilometerlångt, kraftigt jordskred vid Ramberget.
- 1927 rullade den första Volvobilen ut från fabriken på Hisingen.
- 1967 införlivades Torslanda, Tuve och Säve kommuner i Göteborgs stad, som 1971 ombildades till Göteborgs kommun
- 1972 utbröt strejken på Arendal.
- 1977 inträffade Tuveraset där nio människor omkom. Raset var ett kraftigt jordskred som drog med sig 67 hus i leran. 463 personer blev hemlösa till följd av katastrofen som är en av de värsta naturkatastroferna i modern tid i landet.
- 1993 totalförstördes Lundby nya kyrka i en mordbrand. År 1996 invigdes en ny kyrka på samma plats och med samma namn.
- 1998 omkom 63 ungdomar i den så kallade diskoteksbranden i en lokal vid Backaplan. Det är den värsta brandkatastrofen i Sveriges historia. Till 10-årsminnet 2008 invigdes det permanenta minnesmonumentet med alla omkomnas namn inristade i sten.
- 2009 brann Torslandaskolan ned till grunden.[11] Den återuppbyggda skolan invigdes i oktober 2013.[12]
- 2022 vann BK Häcken Allsvenskan.

## Geografi

### Natur
Hisingen är till ytan Sveriges femte största ö – efter Gotland, Öland, Södertörn och Orust – och den näst mest befolkade. Den är omgärdad av Göta älv i söder och öster, Nordre älv i norr samt Kattegatt i väster. Ön tillhör Göteborgs kommun och Västra Götalands län. Cirka 75 % av ön räknas till Bohuslän: socknarna Torslanda, Björlanda, Säve, Backa och Rödbo. Den återstående fjärdedelen räknas till Västergötland: socknarna Lundby och Tuve. Med sina 199 kvadratkilometer utgör Hisingen ungefär hälften av Göteborgs yta och har cirka en fjärdedel av antalet invånare (2008).
Hisingen har en skiftande natur med kustlandskap, jordbrukslandskap och skog. Hisingsparken är Göteborgs största parkområde och här ligger bland annat S A Hedlunds park med den anlagda Slätta Damm. På Ramberget ligger Keillers park. Berget, som är 87 meter högt, är ett välkänt landmärke och utsikten från toppen kan räknas till Göteborgs främsta. Det finns möjlighet att köra bil ända upp till toppen vår, sommar och höst. I oktober 2008 fyllde Keillers Park 100 år. Rya skog är ett litet urskogsparti mittemellan Ryaverken och raffinaderierna väster om Älvsborgsbron. I Björlanda och Lilleby ligger Bronsålderssundet med boplatser som är över 5 000 år gamla. 
Stora områden av Hisingen har lerjord av moräntyp, som folkligt har kommit att kallas för "Hisingslera". Det rör sig alltså inte om någon specifik lertyp, utan uttrycket syftar på att den finns nästan överallt på ön. Jorden är ofta mycket bördig, vilket bönder utnyttjat i alla tider. Samtidigt har den också ställt till med bekymmer vid byggnationer, dels på grund av att den på sina håll är mycket djup, och dels för att man måste undersöka marken geologiskt, innan man bebygger den. I samband med det så kallade Tuveraset 1977, som orsakades på grund av att regnmättad lerjord kom i rörelse och kanade längs den sluttande berggrunden, talades det om "Hisingsleran".

### Klimat
Hisingen har, likt Göteborg i stort, ett typiskt kustklimat. Årstiderna är milda, temperaturen faller sällan under −10 grader vintertid och går sällan över 30 grader sommartid.[källa behövs] Regn förekommer ofta, även under vinterperioden. Snö faller mer sällan.

### Stadsdelsnämndsområden, primärområden och stadsområde
Hisingen är indelat i 22 primärområden och fram till den 31 december 2020 var dessa uppdelade i tre stadsdelsnämndsområden. Göteborgs tio stadsdelsnämndsområden upphörde den 1 januari 2021 och ersattes av fyra stadsområden, där Hisingens tre tidigare stadsdelsnämndsområden ingår i stadsområde 04 Hisingen.
Följande lista upptar de 22 primärområdena och deras uppdelning i de tidigare stadsdelsnämndsområdena.
Lundby
- Brämaregården
- Kvillebäcken
- Kärrdalen
- Sannegården
- Slättadamm

Norra Hisingen
- Backa
- Brunnsbo
- Kärra
- Rödbo
- Skogome
- Skälltorp
- Säve
- Tuve

Västra Hisingen
- Arendal
- Björlanda
- Hjuvik
- Jättesten
- Länsmansgården
- Nolered
- Norra Biskopsgården
- Svartedalen
- Södra Biskopsgården

### Befolkning och area
|                  | Invånarantal 20201 | Area2004 (km²) | Befolkningstäthet (inv/km²) |
| ---------------- | ------------------ | -------------- | --------------------------- |
| Lundby           | 55 098             | 18,39          | 2 307                       |
| Västra Hisingen  | 57 164             | 19.24          | 2 971                       |
| Norra Hisingen   | 51 847             | 18.54          | 2 796                       |
| Totalt Hisingen2 | 176 0473           | 197.25         | 893                         |

1 Källa: Göteborgsbladet 2020
2 Torslanda stadsdel består av en del av Hisingen, några mindre öar samt en stor del hav. Siffrorna för Torslandas area visar: Totala landarean / del av landarean som ligger på Hisingen / Totala arean för stadsdelen inklusive havsarean. I summeringen för "Totalt Hisingen" används "Hisingsarean". Folkmängden kan vara lite fel då hela Torslandas befolkning tagits med, och ingen hänsyn tagits till de mindre öar som ingår i stadsdelen.
3 Källa: Göteborgsbladet 2024

### Tätorter
Hisingens tätorter:
| - Alleby - Andalen - Björlanda - Göteborg - Hjuvik - Hällsvik | - Kvisljungeby - Låssby - Mysterna - Nolvik | - Rödbo - Säve - Tumlehed |

## Industri, näringsliv och infrastruktur

### Industriområden
Ringöns industriområde begränsas av Götaälvbron i väster, Tingstadstunneln i öster, Göta älv i söder och Lundbyleden i norr. Namnet Ringön kommer av den cirka 100 meter breda kanal, Ringkanalen, som grävdes ut i samband med muddringsarbeten i Tingstadsvassen. Arbetet pågick 1878–1898, och kanalen sträckte sig då från nedre delen av Kvillebäckskanalen i en båge österut till Göta älv. Ringön blev förbunden med Hisingen genom två broar, Klaffbron i väster, mellan Frihamnen och Lundbyvassen samt järnvägsbron Frihamnsbanebron i öster mellan Ringön och Tingstadsvassen. Ringökanalens sista del lades igen 1958.
I öster växer området ihop med Backa industriområde, och i väster (efter Göta älv-bron) med Frihamnen. Området består av både ny och gammal bebyggelse, och har tidigare bestått av verkstadsbaserad industri, därav varför det fortfarande finns järnvägsspår mitt i området, men numera växer fler och fler butiker och kontor fram. Längs med Ringöns älvstrand finns många förfallna byggnader, båtar, med mera och det har länge förts diskussioner om att rusta upp området.
Backa industriområde är lokaliserat mellan E6an och Göta älv i stadsdelen Backa. Det är ett industriområde för mindre företag som kräver mycket utrymme för sin verksamhet, till exempel  lagerlokaler och liknande. Mitt i området finns Stigs center, ett mindre centrum i området med bensinstation, restauranger, Euroway Hotel med mera.

### Utveckling

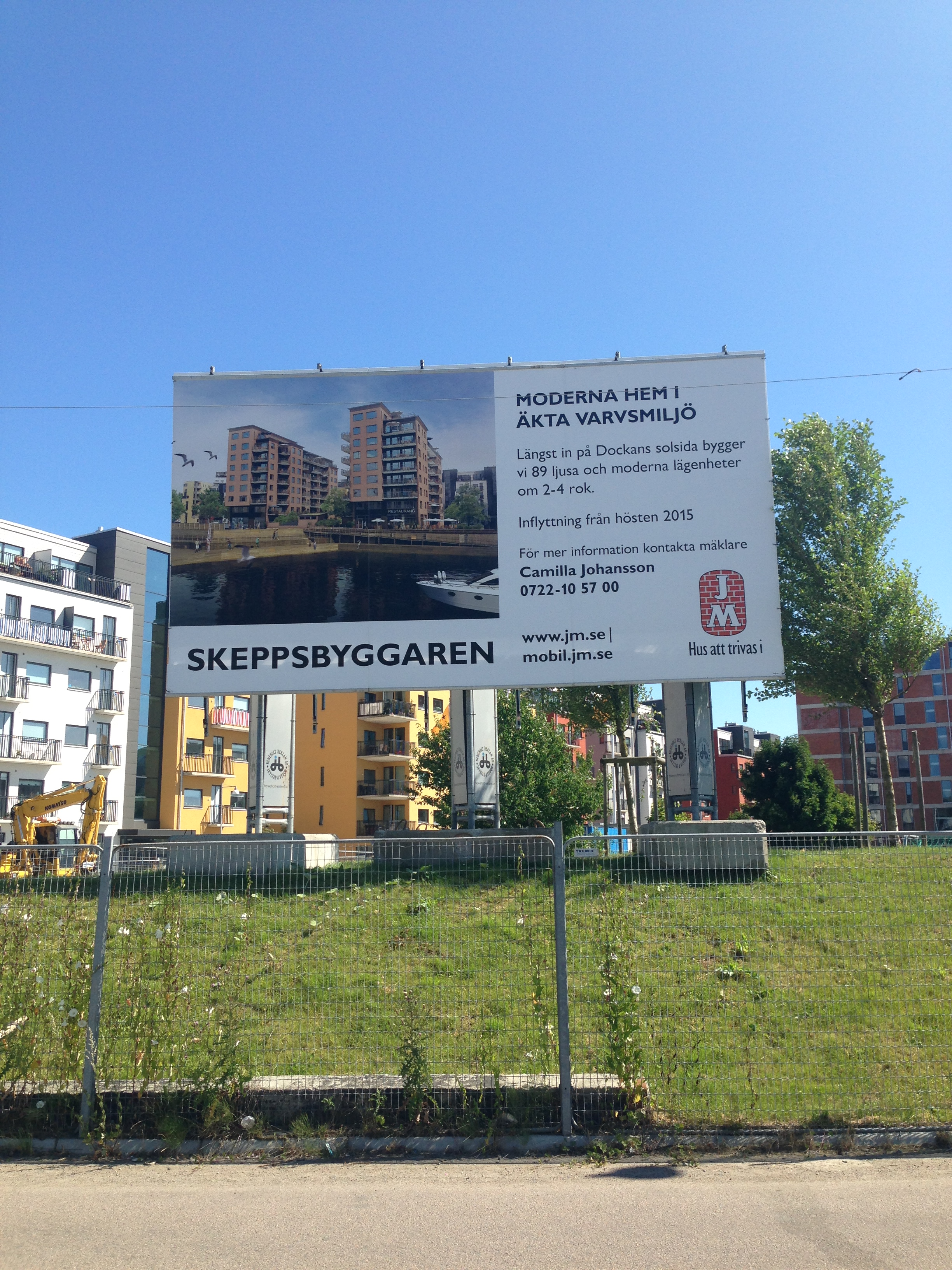
Norra Älvstranden på Hisingen i Göteborg

På Norra älvstranden (Hisingens södra älvstrand) pågår ett omfattande planarbete med renovering och nybyggnation på flera ställen, bland annat i Sannegården. Hela industri- och handelsområdet kring Kvillebäcken ska genomgå stora förändringar med omfattande upprustning och nybyggnation av bostäder. Göteborgs centrum ska växa över till Hisingssidan.

### Kommunikationer
Med bil når man Hisingen via Älvsborgsbron, Hisingsbron, Angeredsbron, Jordfallsbron samt Tingstadstunneln och Marieholmstunneln. Vid Kungälv finns (E6:an) Nordreälvsbron samt broar via Fästningsholmen. Förutom färjan Älvsnabben i Göteborgs hamn finns färjor vid Brunstorpsnäs från Kornhall och vid Lilla Varholmen från Hönö, Björkö och Öckerö. Bohusbanan använder sig av Marieholmsbron och järnvägsbron över Nordre Älv. På ön finns Göteborg City Airport, före detta Säve flygfält.
Med kollektivtrafiken nås Hisingen med spårvagnslinjerna 5, 6 och 10 samt åtskilliga busslinjer, varav fyra stombusslinjer (16, 17, 18 och 19). Knutpunkter i kollektivtrafiken på Hisingen finns bland annat vid Hjalmar Brantingsplatsen och Eketrägatan.

### Hamnar
Skandiahamnen (containerhamnen) är nordens största hamn. Energihamnen, tidigare Oljehamnen, är uppdelad på Skarvikshamnen, Torshamnen och Ryahamnen. Frihamnen, är nu nerlagd och det skall nu byggas bostäder där.

### Näringsliv
Hisingen hyser många kända företag, däribland AB Volvo, Volvo Personvagnar, Skandiahamnen, Preems och Shells raffinaderier, Sveriges television samt Hasselblad AB.
På Hisingen finns större köpcentra vid Eriksberg, Backaplan, Amhult och Bäckebol.

## Utbildning

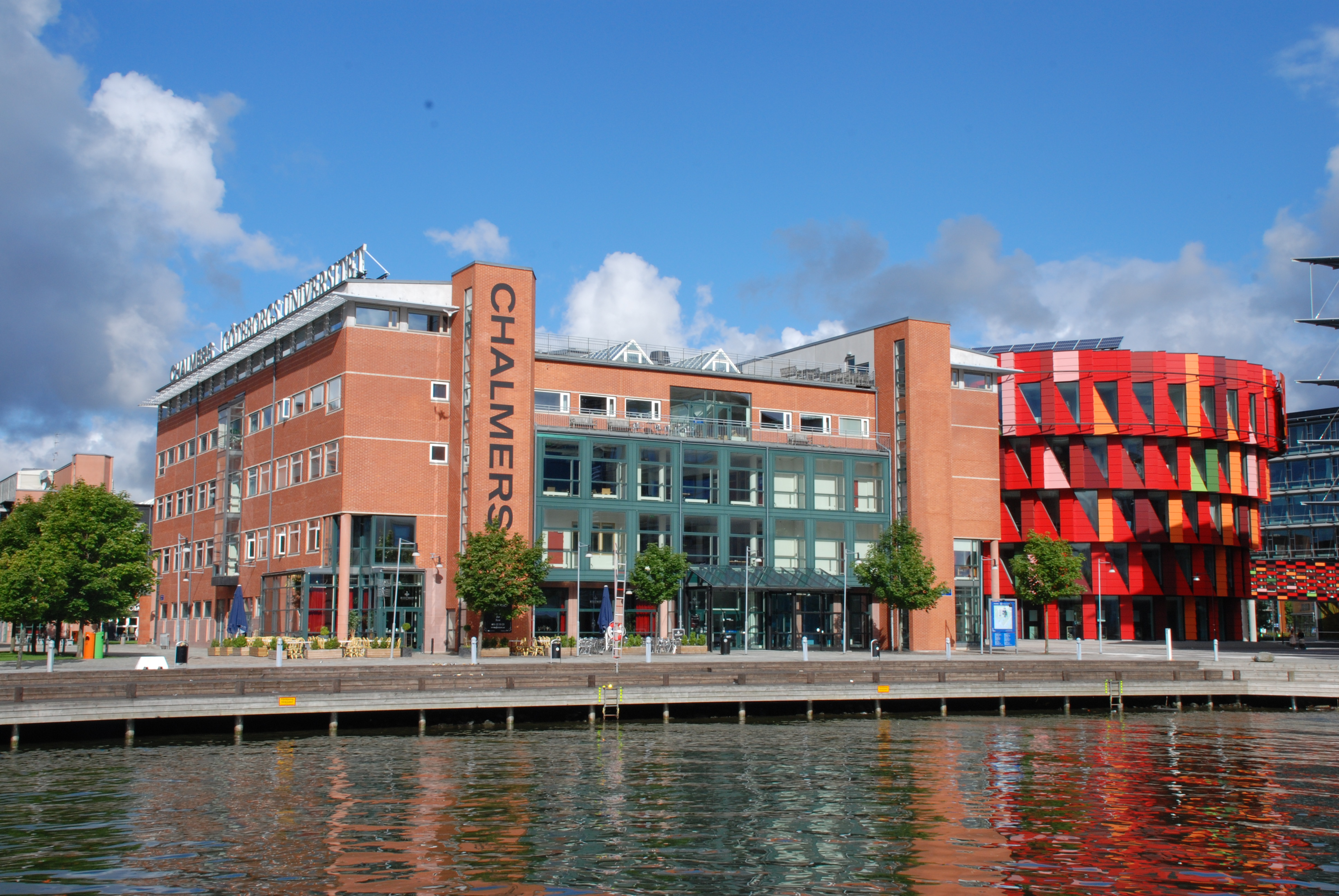
Chalmers Lindholmen i Göteborg

2001 startades IT-universitetet i Göteborg, som är ett samarbete mellan Chalmers tekniska högskola och Göteborgs universitet i Lindholmen Science Park.
På Hisingen finns ett flertal gymnasieskolor, däribland Yrkestekniskt centrum i Lindholmen, Polhemsgymnasiet och Bräckegymnasiet. Bland de många grundskolorna kan nämnas Bjurslättsskolan, Rambergsskolan (stod klar 17 juni 1915), Bräckeskolan, Brunnsboskolan, Ryaskolan, Jättestensskolan, Kärraskolan, Backatorpsskolan, Brudbergsskolan, Backaskolan, St Jörgen Fenestra, Klarebergskolan, Skälltorpsskolan & Svenska Balettskolan, Trulsegårdsskolan, Björlandagården, Lillebyskolan, Noleredsskolan, Torslandaskolan (nedbrunnen 14 november 2009), Bulyckeskolan, Landamäreskolan, Svartedalsskolan, Santosskolan, Taubeskolan och Toleredsskolan.

## Sjukvård, polis och räddningstjänst
- Lundby sjukhus på Wieselgrensplatsen.
- Blå stjärnans djursjukhus på Ringön.
- Polisstation på Vågmästareplatsen
- Lundby brandstation
- Torslanda brandstation
- Hisingens Ambulansstation

## Kultur

### Museer

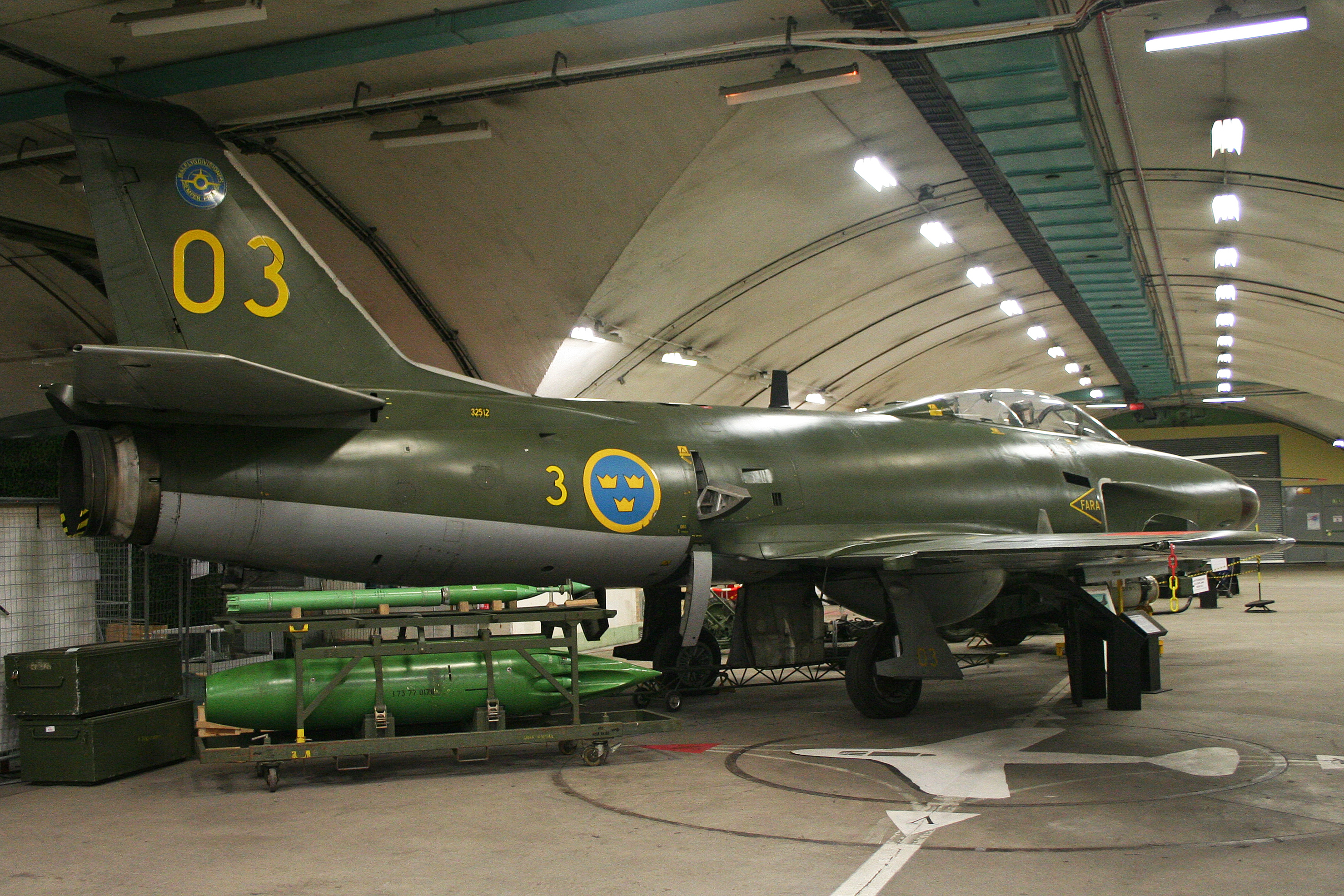
Saab J-32E Lansen 32512 03 på Aeroseum

- Aeroseum, stort flygmuseum inrymt i atombombssäkra bergshangarer i Säve.
- Volvo museum i Arendal. Här kan man botanisera i Volvos historia bland bilar, lastbilar, motorer och annat.
- Radiomuseet. Radiohistoria.

### Övriga kulturinstitutioner
- Backa teater på Lindholmen är en av Sveriges ledande barn- och ungdomsteatrar.
- Aftonstjärnan. Göteborgs äldsta biograf är även teater på gamla Lindholmen.
- Flunsåsparken. Sveriges enda folkpark med fri entré

### Sevärdheter
- Ostindiefararen Götheborg ligger förtöjd vid Eriksberg, om hon inte är ute till havs förstås.
- Ragnhildsholmens borgsruin från 1200-talet ligger vackert beläget vid Nordre älv och har en spännande historia att berätta.
- Slottsberget och gamla Lindholmen. Äldre liten arbetarstadsdel med landshövdingehus och villor.
- Eriksbergs bockkran är bevarad och genomgår en renovering. Från toppen av kranen har man en hänförande utsikt över hamn och stad.
- Ramberget. Från toppen av berget i Keillers park har man Göteborgs absolut bästa utsiktsplatser.
- Tumlehed är ett naturområde i Torslanda med gott om fornlämningar. Här finns Nordens sydligaste hällmålning, upptäckt 1974.
- Hällristningarna i Vikan är de största i Göteborgsområdet. De upptäcktes så sent som 1955.
- Drottning Hackas grav är Göteborgsområdets äldsta kända byggnadsverk, från 4000–3200 f. Kr.
- Hedlunds gästbok. Chefredaktören Sven Adolf Hedlund lät hugga in sina gästers namn på en bergvägg. Bland de kända gästerna kan nämnas Ibsen, Viktor Rydberg, Fredrika Bremer, Nordenskiöld, Andrée med flera.
- Färjenäs Vid Älvsborgsbrons norra fäste ligger Färjestaden med några hus, ett genuint kafé och med resterna av den första staden med namnet Göteborg, grundat 1603. Här finns i dag också en driving range, beach volley-plan och restaurang.

### Religiösa byggnader
- Tuve kyrka byggd på 1100-talet

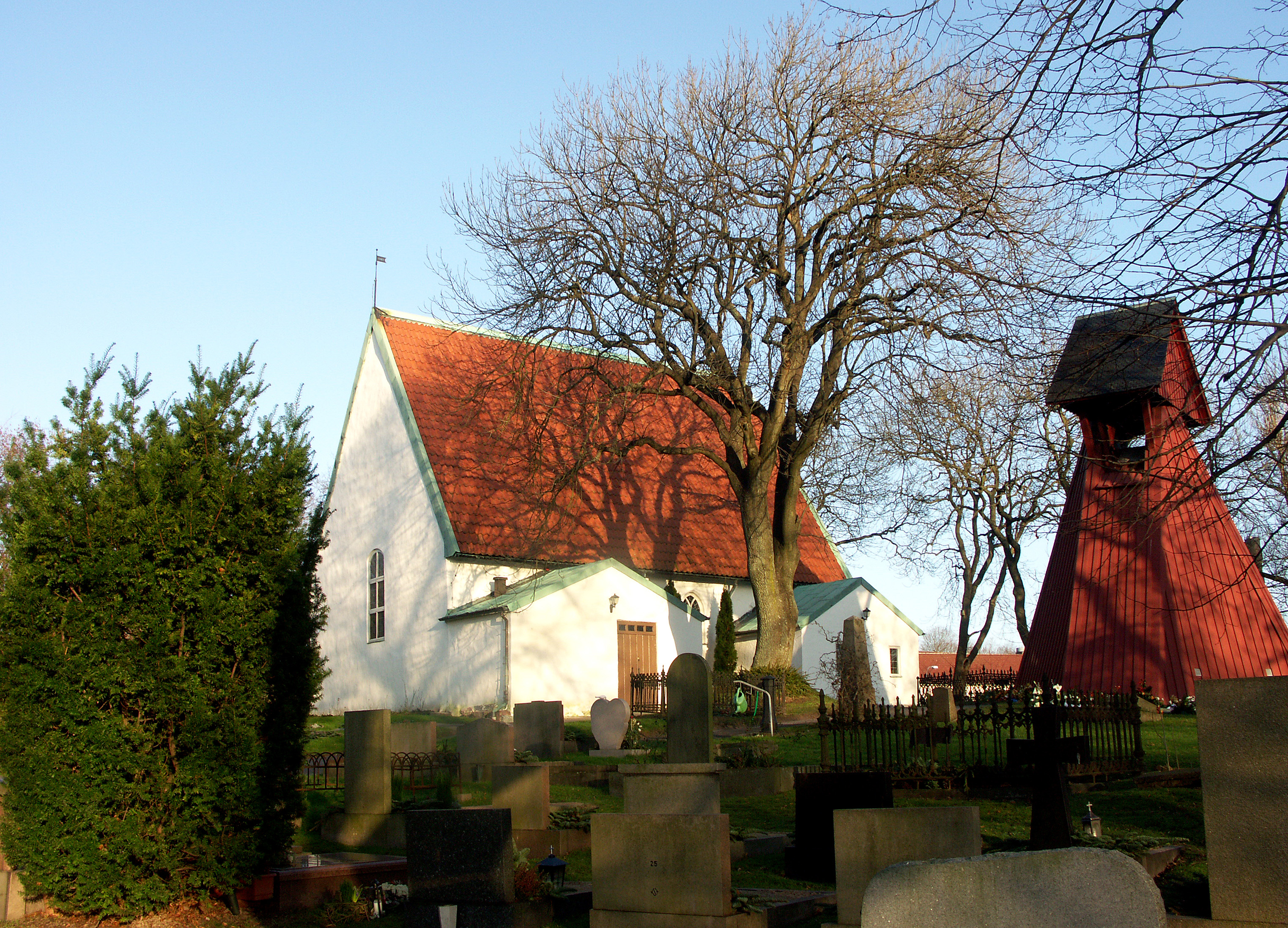
Lundby gamla kyrka

- Lundby gamla kyrka byggd på 1300-talet
- Lundby nya kyrka byggd 1996
- Brämaregårdens kyrka byggd 1925
- Backa kyrka byggd 1864
- Brunnsbokyrkan byggd 1972
- Säve kyrka byggd på 1200-talet
- S:t Matteus metodistkyrka byggd 1923
- Kärra kyrka byggd 1921
- Biskopsgårdens kyrka byggd 1962
- Länsmansgårdens kyrka byggd 1972
- Toleredskyrkan byggd 1962
- Glöstorpskyrkan byggd 1976
- Torslanda kyrka byggd på 1100-talet
- Björlanda kyrka byggd på 1200-talet
- Rödbo kyrka byggd 1929
- Maria Magdalena katolska kyrka invigd 2011
- Göteborgs moské invigd 2011

### Kyrkogårdar
På Hisingen finns tio kyrkogårdar, varav åtta omger en kyrka. De flesta av dem införlivades med Svenska kyrkan i Göteborg (då Göteborgs kyrkliga samfällighet) under 1960- och 70-talen. Flera kyrkogårdar har bevarat gravstenar från 1600- och 1700-talen som museivårdar utmed kyrkogårdsmuren. Fridhems kyrkogård, intill Bäckebol, är Hisingens senast anlagda kyrkogård. 
- Torslanda kyrkogård
- Björlanda kyrkogård
- Lundby gamla kyrkogård
- Lundby nya kyrkogård
- Backa gamla kyrkogård
- Backa nya kyrkogård
- Tuve kyrkogård
- Säve kyrkogård
- Rödbo kyrkogård
- Fridhems kyrkogård

## Idrott

### Fotboll
IF Nord var Hisingens första fotbollsklubb, bildad 1906 och hade först akrobatik och brottning på programmet. År 1907 ändrade man sitt namn till Lindholmens IS och gjorde i ordning en fotbollsplan i den så kallade Kohagen, precis öster om Sannegårdshamnen. Detta var Hisingens första "arena" för fotboll. Därefter spelades på Hisingstads plan, först kallad Lundbyfältet och under många år centrum för Hisingens fotboll. Tre av Hisingens tidiga föreningar förknippas med Hisingstads plan; Hisingstads IS (grundad 1909), Lundby IF (tillkom 1919) och BK Häcken som startades 1940.
Lindholmenfältet fick stor betydelse för den tätbefolkade stadsdelen. Färjenäs plan var en svårspelad plan på grund av sin kraftiga lutning. Den var hemmaplan för Färjenäs IF. Sannagropa kallades botten på den stora sandgropen bredvid Bautastensgatan. Där spelade främst pojkarna från Eriksberg, men den blev snart för liten. Lösningen blev ängarna väster om Lundby nya kyrka, där en fotbollsplan iordningställdes. Den var klar 1933, men var för liten för seriespel. GAIK:s plan kom till 1931 och var förlagd intill Volvos stora inkörsport i Lundby. IF Kville startade 1921 och spelade på Kvilles plan, strax norr om nuvarande Vågmästareplatsen. Åbogården var en enkel sandplan åren 1947-68, före tillkomsten av Rambergsvallen.
Hisingens mest kända idrottsförening är fotbollsklubben BK Häcken, som spelar i Allsvenskan. Häckens hemmaarena är Bravida Arena. En annan anrik förening är Lundby IF bildad 1919. Här fostrades bland annat de forna landslagsmännen Teddy Lucic och Bengt "Fölet" Berndtsson.

### Övriga idrotter
I Hisingen finns också ett flertal kampsportsklubbar, varav Conde BJJ, där det utövas brasiliansk jiu-jitsu. Conde BJJ
blev utsedd som årets klubb år 2012. I Kärra återfinns flera av de största sporterna. På sommaren spelar ungdomarna fotboll i Kärra/Klareberg och på vintern handlar det om innebandy i Kärra IBK eller handboll i Kärra HK. Värt att nämna är också handbollsklubben HP Warta.
På Frihamnen ligger sedan 2008 motorstadion Eco Drive Arena. En stadsracebana där man sedan juni 2008 årligen kör Göteborg City Race, historiens första STCC-stadslopp. På Göteborgs gokartcenter i Torslanda ligger Göteborg Karting Ring, den enda gokartbanan i Sverige som är godkänd för internationella tävlingar. Här har motorlegender som Michael Schumacher och Mika Häkkinen tävlat i sin ungdom.  
Bland Hisingens många golfbanor finns bland annat Albatross, St Jörgens och Torslanda golfklubb. Kring sekelskiftet 1900 anlade "den svenska golfens fader" Victor Setterberg, en cirka 1200 meter lång, 6-håls golfbana på egendomen Bräckö. Sveriges näst största cykelklubb, Hisingens Cykelklubb, finns också på Hisingen.
Det finns även ett antal ridskolor;
Clarebergs ridklubb, som 1977 startade Göteborg Horse Show, en av världens största hästtävlingar ligger i Kärra. Bulycke Ryttarförening och Alleby Ridklubb ligger i Torslanda.
IBF Älvstranden har under 2000-talet spelat tre säsonger i innebandyns Superliga med Lundbystrand Sporthall som sin hemmaplan. IBF Backadalen är en annan framgångsrik innebandyförening. Mindre klubbar som utmärkt sig är Hisingen Hockey och Hisingens AIK (HAIK) som sysslar med brottning. Årligen arrangeras cykelmotionsloppet Hisingen runt som arrangeras av Hisingens Cykelklubb.

## Berömda personer från Hisingen
- Alicia Vikander, skådespelare
- Sture Allén, språkforskare och ledamot av Svenska Akademien
- Bengt Anderberg, författare
- Kent Andersson, skådespelare och författare
- Ture Ivar Dahlberg, trubadur och "Hisingens nationalskald"
- Glenn Hysén, f.d fotbollsproffs, expertkommentator
- Peter Gunnarsson Ramberg, stamfader för den svensk-amerikanska släkten Rambo
- Elisabeth Stride, anses vara Jack Uppskärarens tredje offer.
- Victor Leksell, sångare
- Janne Josefsson, journalist